# Cao nguyên Nam Cực

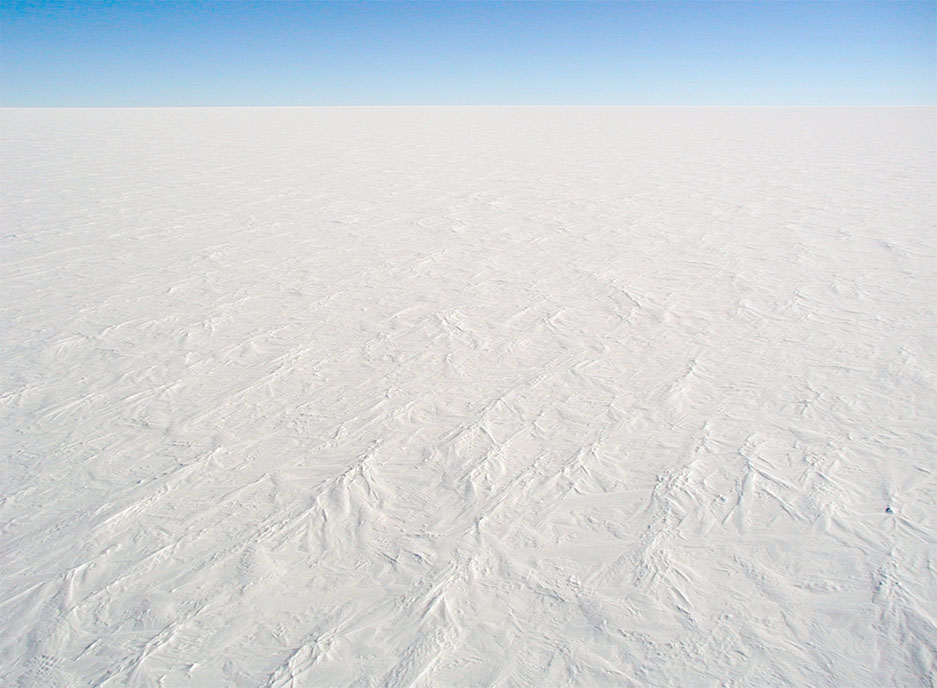
Môi trường cao, bằng phẳng và lạnh lẽo của cao nguyên Nam Cực tại Dome C

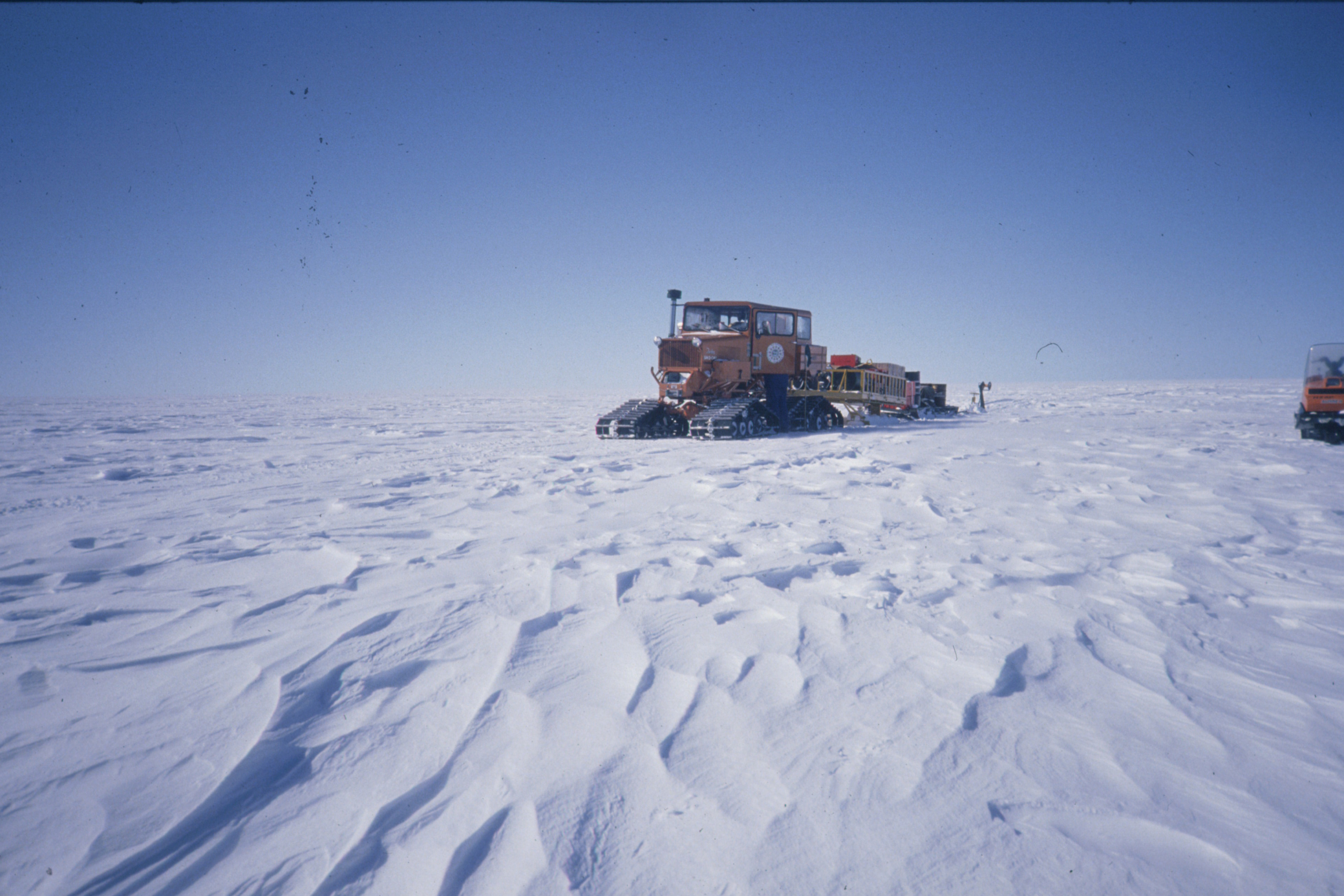
Bề mặt cao nguyên Nam Cực, tại 150E, 77S

Cao nguyên Nam Cực hay Cao nguyên Vua Haakon VII, là một khu vực rộng lớn ở Đông châu Nam Cực trải dài trên đường kính khoảng 1.000 km (620 mi), và bao gồm khu vực Nam Cực địa lý và Trạm Nam Cực Amundsen Scott. Cao nguyên lục địa rộng lớn này nằm ở độ cao trung bình khoảng 3.000 mét (9.800 ft).

## Khám phá
Cao nguyên này được nhìn thấy lần đầu tiên vào năm 1903 trong Cuộc Thám hiểm Khám phá Nam Cực, được lãnh đạo bởi Robert Falcon Scott. Ernest Shackleton trở thành người đầu tiên băng qua các phần của cao nguyên này vào năm 1909 trong Cuộc thám hiểm Nimrod của ông, cả đoàn sau đó quay trở lại trong thời tiết xấu khi họ đã đến một điểm chỉ cách Nam Cực 97 hải lý. Shackleton đặt tên cao nguyên này là Cao nguyên Vua Edward VII để vinh danh Quân chủ Vương quốc Liên hiệp Anh và Bắc Ireland. Vào tháng 12 năm 1911, khi trở về từ hành trình đầu tiên đến Nam Cực, nhà thám hiểm người Na Uy Roald Amundsen đã quyết định đặt tên cho cao nguyên này là Cao nguyên Haakon VII để vinh danh Quốc vương mới lên ngôi Haakon VII của Na Uy.
Cao nguyên Nam Cực lần đầu tiên được quan sát và chụp ảnh từ trên không vào năm 1929 từ một chiếc máy bay Ford Trimotor chở bốn người đàn ông trong chuyến bay đầu tiên đến Nam Cực và quay trở lại bờ biển. Phi công chính của chuyến bay này là Bernt Balchen, người Na Uy, và hoa tiêu và người tổ chức chính của chuyến thám hiểm này là Richard E. Byrd của Virginia, một sĩ quan trong Hải quân Hoa Kỳ. Hai thành viên khác trong phi hành đoàn của nó là phi công phụ và nhiếp ảnh gia.

## Khí hậu
Độ cao lớn của cao nguyên Nam Cực kết hợp với vĩ độ cao khiến nơi đây là khu vực lạnh nhất trên toàn châu Nam Cực nói riêng và trên Trái Đất nói chung, trong hầu hết các năm, ngay cả nếu so với vùng Siberia ở Bắc bán cầu. Nhiệt độ hầu như không tăng trên −25 °C (13 °F) vào mùa hè và có thể giảm xuống dưới −80 °C (−112 °F) vào mùa đông. Nhiệt độ không khí trung bình hàng năm là −54,5 °C (−66,1 °F).
Là một hoang mạc băng giá, độ ẩm ở cao nguyên Nam Cực rất thấp và khô cằn, với rất ít hoặc không có tuyết hay mưa trong suốt cả năm. Mùa đông ở đây đặc biệt cực kỳ dài và hoàn toàn không có ánh sáng Mặt Trời. Những công bố chính thức về nhiệt độ thấp kỷ lục tại Nam Cực đều được ghi nhận ở cao nguyên này, trong đó đáng chú ý nhất là ở trạm nghiên cứu Vostok khi nhiệt độ ở đây xuống đến −89,2 °C (−128.6 °F).

## Hệ động vật
Những cơn gió lạnh lẽo gần như liên tục thổi qua cao nguyên Nam Cực, đặc biệt là vào mùa đông dài, tối, làm cho điều kiện ngoài trời ở đó rất khắc nghiệt với sự sống của nhiều sinh vật. Mức độ phong phú của vi sinh vật là rất thấp (<103 tế bào / ml snowmelt). Cộng đồng vi sinh vật chủ yếu bao gồm các thành viên của nhóm Alphaproteobacteria (ví dụ như Kiloniellaceae và Rhodobacteraceae), là một trong những nhóm vi khuẩn được đại diện tốt nhất trong môi trường sống biển, Bacteroidetes (ví dụ như Cryomorphaceae và Flavobacteriacea) và vi khuẩn lam. Dựa trên nghiên cứu, các vi sinh vật vùng cực không chỉ được coi là các hạt trong không khí lắng đọng, mà là một thành phần hoạt động của hệ sinh thái khối tuyết của cao nguyên Nam Cực băng giá.
Không có chim cánh cụt sống trên cao nguyên Nam Cực và cũng không có loài chim nào thường xuyên bay qua khu vực này, ngoại trừ Stercorarius maccormicki. Không có động vật trên cạn ở cao nguyên Nam Cực, ngoại trừ giun tròn, collembola, ve, ruồi nhuế, con người và động vật thí nghiệm của họ.